# Aleuroclava rhododendri
Aleuroclava rhododendri es un hemíptero de la familia Aleyrodidae, con una subfamilia: Aleyrodinae. Fue descrita científicamente en 1935 por Takahashi.